# Alire Raffeneau Delile
Alire Raffeneau Delile (Versailles, 23 gennaio 1778 – Montpellier, 5 luglio 1850) è stato un botanico francese.
Tra il 1798 e il 1801 partecipa, al seguito di Napoleone Bonaparte, alla Campagna d'Egitto, nel corso della quale descrive il genere Nelumbo e il Cyperus papyrus. A lui si deve la parte botanica del Voyage dans la Basse et Haute-Égypte di Vivant Denon.
Nel 1832 è nominato direttore dell'Orto botanico di Montpellier. 
I generi Delilia e Raffenaldia sono un tributo alla sua memoria.